# Œuilly (Marne)
Pour les articles homonymes, voir Œuilly.
Œuilly est une commune française, située dans le département de la Marne en région Grand Est. Elle se trouve à la limite entre le plateau de la Brie et la vallée de la Marne, rivière qui délimite son territoire au nord.
Commune rurale de l'aire d'attraction d'Épernay, Œuilly est membre de la communauté de communes des Paysages de la Champagne, à qui elle a transféré un certain nombre de compétences (notamment en matière d'eau et de déchets).
Au dernier recensement de 2022, la commune comptait 595 habitants appelés Houlots et Houlottes. Son économie est particulièrement tournée vers la viticulture.
Son patrimoine comprend notamment son église, dédiée à Saint-Memmie, ainsi que l'écomusée champenois qui met en valeur le patrimoine architectural champenois, sa tradition viticole et la vie rurale d'autrefois.

## Géographie

### Localisation
Œuilly se trouve à l'ouest du département de la Marne, en région Grand Est. La commune appartient à la région agricole du Vignoble.
La commune d'Œuilly s'étend sur une superficie de 930 hectares. Sur son territoire, l'altitude varie de 63 à 242 mètres. Œuilly se situe à la limite entre le plateau de la Brie forestière et la vallée de la Marne, rivière qui délimite son territoire au nord. Le plateau de la Brie, consacré à l'agriculture, occupe l'essentiel du territoire communal et dépasse généralement les 230 mètres d'altitude. Le village d'Œuilly et le hameau de Montvoisin se trouvent sur les coteaux plantés de vignes entre le plateau et la vallée.
Par la route, Œuilly se situe à 47 km de Châlons-en-Champagne, préfecture de la Marne, à 43 km (via l'A4) de Reims, plus grande ville du département, à 13 km d'Épernay, sa sous-préfecture, et à 13 km de Dormans, bureau centralisateur du canton de Dormans-Paysages de Champagne dont dépend Œuilly depuis 2015. La commune fait en outre partie du bassin de vie de Dormans.
Œuilly est limitrophe de 7 communes :
| Châtillon-sur-Marne | Cœur-de-la-Vallée |                       |
| Mareuil-le-Port     | Œuilly            | Boursault             |
| Leuvrigny           | Festigny          | Saint-Martin-d'Ablois |

### Hydrographie
La commune est dans la région hydrographique « la Seine de sa source au confluent de l'Oise (exclu) » au sein du bassin Seine-Normandie. Elle est drainée par la Marne, le ru de Vassy, le cours d'eau 01 de la commune de Boursault et le ru du Rognon,.
La Marne prend sa source sur le plateau de Langres, dans la commune de Saints-Geosmes (Haute-Marne) et se jette dans la Seine entre Charenton-le-Pont et Alfortville (Val-de-Marne) dans le quartier de Conflans-l'Archevêque. Les caractéristiques hydrologiques de la Marne sont données par la station hydrologique située sur la commune d'Œuilly. Le débit moyen mensuel est de 85,9 m3/s. Le débit moyen journalier maximum est de 497 m3/s, atteint lors de la crue du 29 janvier 2018. Le débit instantané maximal est quant à lui de 500 m3/s, atteint le même jour.
Un plan d'eau complète le réseau hydrographique : la Pierre qui Tourne (4,3 ha),.

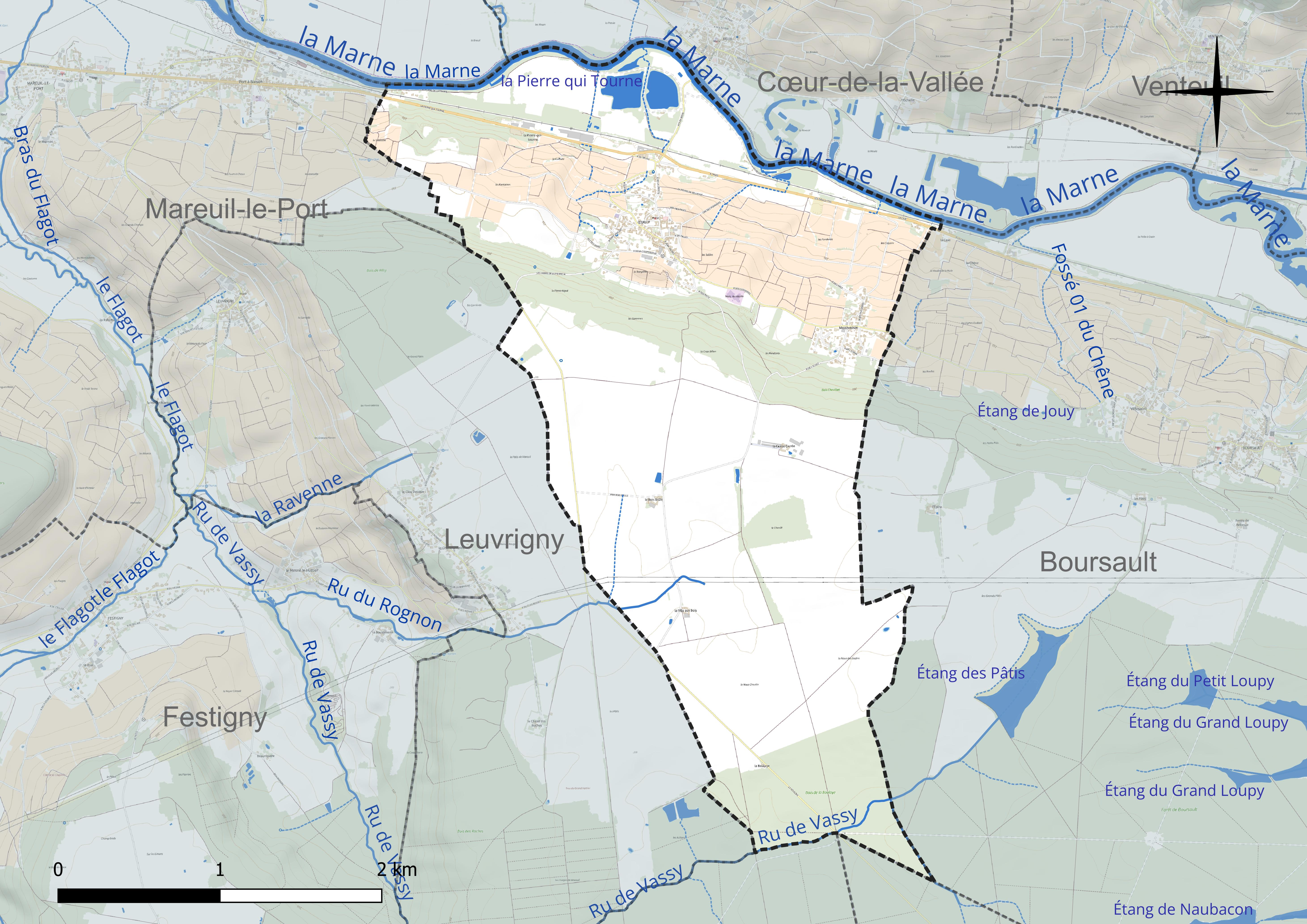
Réseau hydrographique d'Œuilly.

### Climat
Pour des articles plus généraux, voir Climat du Grand Est et Climat de la Marne.
En 2010, le climat de la commune est de type climat océanique dégradé des plaines du Centre et du Nord, selon une étude du Centre national de la recherche scientifique s'appuyant sur une série de données couvrant la période 1971-2000. En 2020, Météo-France publie une typologie des climats de la France métropolitaine dans laquelle la commune est exposée à un climat océanique altéré et est dans la région climatique Nord-est du bassin Parisien, caractérisée par un ensoleillement médiocre, une pluviométrie moyenne régulièrement répartie au cours de l’année et un hiver froid (3 °C).
Pour la période 1971-2000, la température annuelle moyenne est de 10,6 °C, avec une amplitude thermique annuelle de 15,6 °C. Le cumul annuel moyen de précipitations est de 751 mm, avec 12,4 jours de précipitations en janvier et 8,1 jours en juillet. Pour la période 1991-2020, la température moyenne annuelle observée sur la station météorologique de Météo-France la plus proche, « Chambrecy-Civc », sur la commune de Chambrecy à 12 km à vol d'oiseau, est de 10,7 °C et le cumul annuel moyen de précipitations est de 734,0 mm. 
La température maximale relevée sur cette station est de 40,3 °C, atteinte le 25 juillet 2019 ; la température minimale est de −22,1 °C, atteinte le 17 janvier 1985,,.
Les paramètres climatiques de la commune ont été estimés pour le milieu du siècle (2041-2070) selon différents scénarios d'émission de gaz à effet de serre à partir des nouvelles projections climatiques de référence DRIAS-2020. Ils sont consultables sur un site dédié publié par Météo-France en novembre 2022.

### Milieux naturels et biodiversité
L'Inventaire national du patrimoine naturel (INPN) recense 386 espèces sur le territoire de la commune, dont 46 espèces protégées et 19 espèces menacées.
Le bois de la Bouloye, au sud du territoire communal, fait partie de la Zone naturelle d'intérêt écologique, faunistique et floristique (ZNIEFF) de type II du « massif forestier et étangs associés entre Épernay, Vertus et Montmort-Lucy ». Celle-ci regroupe de nombreux massifs forestiers et étangs au sud et à l'ouest d'Épernay, sur le plateau de la Brie champenoise.

## Urbanisme

### Typologie
Au 1er janvier 2024, Œuilly est catégorisée commune rurale à habitat dispersé, selon la nouvelle grille communale de densité à sept niveaux définie par l'Insee en 2022.
Elle est située hors unité urbaine. Par ailleurs la commune fait partie de l'aire d'attraction d'Épernay, dont elle est une commune de la couronne,. Cette aire, qui regroupe 44 communes, est catégorisée dans les aires de 50 000 à moins de 200 000 habitants,.

### Occupation des sols
L'occupation des sols de la commune, telle qu'elle ressort de la base de données européenne d’occupation biophysique des sols Corine Land Cover (CLC), est marquée par l'importance des territoires agricoles (80,5 % en 2018), une proportion similaire à celle de 1990 (80,4 %). La répartition détaillée en 2018 est la suivante : terres arables (49,4 %), forêts (16 %), cultures permanentes (15,4 %), zones agricoles hétérogènes (12,4 %), zones urbanisées (3,5 %) et prairies (3,2 %).
L'évolution de l’occupation des sols de la commune et de ses infrastructures peut être observée sur les différentes représentations cartographiques du territoire : la carte de Cassini (XVIIIe siècle), la carte d'état-major (1820-1866) et les cartes ou photos aériennes de l'IGN pour la période actuelle (1950 à aujourd'hui).

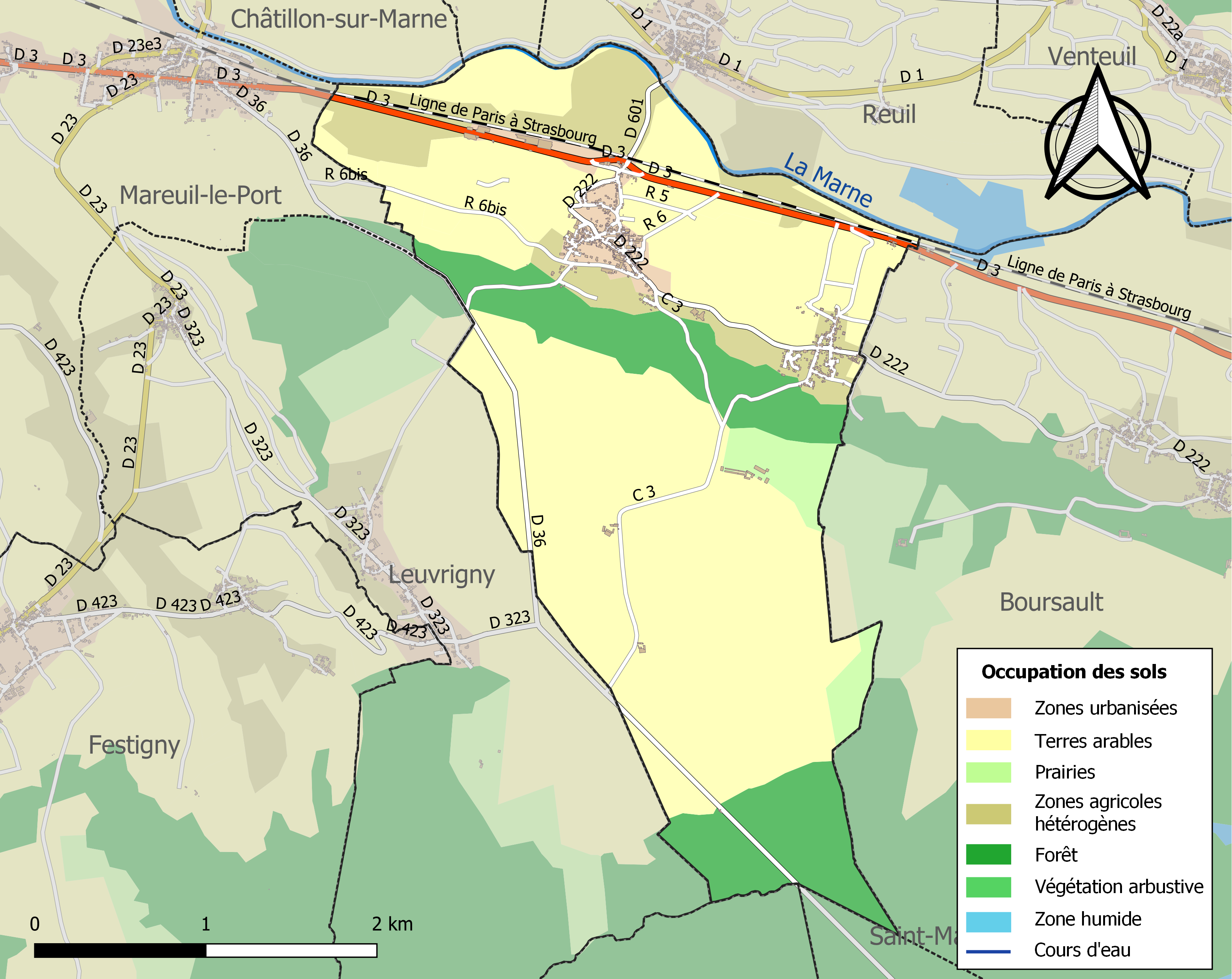
Carte des infrastructures et de l'occupation des sols de la commune en 2018 (CLC).

### Morphologie rurale, hameaux et écarts
Le village d'Œuilly est situé sur les coteaux de la vallée de la Marne. Le bâti ancien est généralement aligné sur rue. Ses extensions plus récentes, pavillonnaires depuis les années 1970, se sont faiets en direction de l'ancienne route nationale, autour du lieu-dit la Tempêtée et à la sortie du village vers Montvoisin.
Le hameau de Montvoisin se trouve à l'est du village en direction de Boursault. La commune comprend en outre plusieurs écarts sur le plateau (le Bois Brûlé, la Bouloye, la Cense Carrée et la Ville aux Bois) ainsi qu'un écart sur la route départementale 3 (la Pierre qui tourne).

### Planification
Les règles d'urbanisme sur le territoire de Œuilly sont déterminées par le schéma de cohérence territoriale d'Épernay et sa Région (SCoTER) approuvé le 5 décembre 2018 et par le plan local d'urbanisme (PLU) de la commune modifié par délibération du 14 janvier 2020.

### Habitat et logement
En 2022, Œuilly compte 269 logements. Ces logements sont à 98 % des maisons ; la commune ne comptant que 6 appartements. En raison de la prévalence des maisons, les résidences principales de Œuilly disposent en moyenne de 5,1 pièces.
Le tableau ci-dessous présente une comparaison de quelques indicateurs chiffrés du logement pour Œuilly, la communauté de communes des Paysages de la Champagne (CCPC), le département de la Marne et la France entière :
|                                                            | Œuilly | CCPC   | Marne   | France     |
| ---------------------------------------------------------- | ------ | ------ | ------- | ---------- |
| Ensemble des logements                                     | 269    | 11 520 | 302 456 | 37 527 880 |
| Part des résidences principales (en %)                     | 87,6   | 80,7   | 87,5    | 82,3       |
| Part des résidences secondaires (en %)                     | 3,7    | 6,1    | 3,5     | 9,7        |
| Part des logements vacants (en %)                          | 8,7    | 13,1   | 9,0     | 8,0        |
| Part des propriétaires de leur résidence principale (en %) | 84,0   | 76,9   | 52,4    | 57,5       |

À Œuilly, en 2022, 87,6 % des logements sont des résidences principales, 3,7 % des résidences secondaires et 8,7 % des logements vacants. Un certain nombre de logements vacants seraient destinés à accueillir les vendangeurs à la fin de l'été. Par ailleurs, 84 % des ménages sont propriétaires de leur résidence principale. Œuilly se démarque alors par un faible taux de résidences secondaires et un nombre supérieur à la moyenne de ménages propriétaires de leur résidence principale.
Parmi les 234 résidences principales construites avant 2020, 13,4 % avaient été construites avant 1919, 7 % entre 1919 et 1945, 14,7 % entre 1946 et 1970, 43,4 % entre 1971 et 1990, 12,3 % entre 1991 et 2005 et 9,2 % entre 2006 et 2019.
Le nombre de logements a doublé entre 1968 et 2016. Le tableau ci-dessous présente l'évolution du nombre de logements sur le territoire de la commune, par catégorie, depuis 1968 :
|                        | 1968 | 1975 | 1982 | 1990 | 1999 | 2011 | 2016 | 2022 |
| ---------------------- | ---- | ---- | ---- | ---- | ---- | ---- | ---- | ---- |
| Résidences principales | 108  | 137  | 156  | 193  | 210  | 228  | 232  | 236  |
| Résidences secondaires | 10   | 14   | 26   | 12   | 16   | 4    | 11   | 10   |
| Logements vacants      | 14   | 11   | 12   | 9    | 9    | 22   | 17   | 24   |
| Total                  | 132  | 162  | 194  | 214  | 235  | 254  | 260  | 269  |

### Voies de communication et transports
Le principal axe de communication de la commune est la route départementale 3 (ancienne route nationale 3 qui permet de rejoindre Dormans à l'ouest et Épernay à l'est. Le village d'Œuilly et le hameau de Montvoisin sont reliés à cet axe par la route départementale 322, qui part ensuite vers l'est en direction de Boursault. La route départementale 36 passe à l'ouest et au sud de la commune, sur le plateau, et relie Port-à-Binson à Saint-Martin-d'Ablois.
Les gares les plus proches sont la gare de Dormans et la gare d'Épernay.

### Risques naturels et technologiques
Le territoire d'Œuilly est vulnérable à différents risques naturels et technologiques. La commune est dans l'obligation d'élaborer et publier un document d'information communal sur les risques majeurs ainsi qu'un plan communal de sauvegarde.
La commune est concernée par les risques de mouvements de terrain. Œuilly est comprise dans le périmètre du plan de prévention des risques « glissement de terrain de la Côte d'Ile-de-France - secteur de la vallée de la Marne tranche 3 » approuvé en 2014.
Elle est également concernée par le risque d'inondation, y compris par remontée de nappe. La commune est incluse dans le périmètre du plan des surfaces submersibles du secteur d'Épernay de 1976 et dans le PPR « inondations par débordement de la Marne sur le secteur d'Épernay » de 2017.
Œuilly a fait l'objet de plusieurs arrêtés reconnaissant l'état de catastrophe naturelle pour des inondations et/ou coulées de boue (en 1983, 1988, 1993, 1999, 2006 et 2007).
La commune est affectée par le phénomène de retrait-gonflement des argiles (risque moyen). Le risque sismique est très faible sur son territoire. De même, le potentiel radon de la commune est faible.
Œuilly compte par ailleurs un site potentiellement concerné par la pollution des sols, une une usine de câbles et tréfilerie. Elle est également concernée par le transport de matières dangereuses en raison de la présence sur le territoire communal de la ligne ferroviaire de Paris à Strasbourg.

## Toponymie
Le nom de la localité est attesté sous les formes Ulliacum (1175) ; Oileium ; Oilliacum (1207) ; Willi (1219) ; Uleium (1225) ; Ouillie, Uilli (vers 1252) ; Williacum (1279) ; Wli (vers 1300) ; Ulli (1365) ; Ullyacum (1391) ; Wuilly (1394) ; Ully (1570) ; Eully (1598) ; Vully (1665) ; Euilly, Eulliacum (1783).
Le hameau de Montvoisin est attesté sous les formes Ung fief nommé le fief de Mauvoisin (1511), Monvoysin (XVIIIe siècle) et Montvoisin (1862).

## Histoire
Au Moyen Âge, le village est entouré de murs et n'est accessible que par trois portes. On y trouve alors un château fort. Le hameau de Montvoisin dépendait de la justice de Châtillon et avait aussi un château fort.
Durant la Seconde Guerre mondiale, le 3 mai 1944, des avions Avro Lancaster britanniques s'envolent d'Angleterre pour attaquer le camp de Mailly, contrôlé par les Allemands. L'un de ces avions s'écrase sur le territoire communal. Parmi les sept membres de l'équipage, cinq meurent et deux sont secourus par un habitant de la ferme de la Ville aux Bois. Les cinq soldats morts sont honorés dans le cimetière du village.

## Politique et administration

### Rattachements administratifs et électoraux

#### Rattachements administratifs
La commune se trouve dans l'arrondissement d'Épernay au sein du département de la Marne et de la région Grand Est.
Elle faisait partie depuis 1801 du canton de Dormans. Dans le cadre du redécoupage cantonal de 2014 en France, cette circonscription administrative territoriale a disparu, et le canton n'est plus qu'une circonscription électorale.

#### Rattachements électoraux
Pour les élections départementales, la commune fait partie depuis 2014 du canton de Dormans-Paysages de Champagne.
Pour l'élection des députés, elle fait partie de la troisième circonscription de la Marne.

### Intercommunalité
Œuilly était membre de la communauté de communes des Coteaux de la Marne, un établissement public de coopération intercommunale (EPCI) à fiscalité propre créé en 1997 et auquel la commune avait transféré un certain nombre de ses compétences, dans les conditions déterminées par le Code général des collectivités territoriales.
Dans le cadre des dispositions de la loi portant nouvelle organisation territoriale de la République du 7 août 2015, qui prévoit que les établissements publics de coopération intercommunale (EPCI) à fiscalité propre doivent avoir un minimum de 15 000 habitants, cette intercommunalité a fusionné avec ses voisines pour former, le 1er janvier 2017, la communauté de communes des Paysages de la Champagne, dont est désormais membre la commune.
Œuilly est par ailleurs membre de deux EPCI sans fiscalité propre : le syndicat intercommunal de gestion de l'école de musique d'Épernay et sa région et le SIVU scolaire de Mareuil-le-Port.

### Liste des maires
| Période                                  | Période  | Identité         | Étiquette | Qualité                                    |
| ---------------------------------------- | -------- | ---------------- | --------- | ------------------------------------------ |
| Les données manquantes sont à compléter. |          |                  |           |                                            |
| 1983                                     | mai 2020 | Daniel Philizot  |           | Architecte Réélu pour le mandat 2014-2020, |
| mai 2020                                 | En cours | Stéphane Boulant |           |                                            |

### Jumelages
Au 1er janvier 2023, Œuilly n'est jumelée avec aucune ville.

## Équipements et services publics

### Eau et déchets
L'approvisionnement en eau potable et l'assainissement des eaux usées sont des compétences de la communauté de communes des Paysages de la Champagne. La commune d'Œuilly est alimentée en eau potable par les captages du Moulin d'en Bas, situés sur son territoire. La commune compte deux réservoirs à Œuilly et Montvoisin. La production et la distribution d'eau potable font l'objet d'une délégation de service public confiée à Suez jusqu'en 2029. L'assainissement y est non collectif et assuré en régie par la communauté de communes.
La communauté de communes est également compétente en matière de déchets. La collecte des ordures ménagères résiduelles et des déchets recyclables est réalisée en porte à porte. La communauté de commune adhérant au syndicat de valorisation des ordures ménagères de la Marne (SYVALOM), ces déchets sont amenés au centre de transfert départemental de Pierry puis valorisés sur le site de La Veuve. La collecte du verre et des textiles se fait en apport volontaire. La communauté de communes met par ailleurs six déchèteries à disposition de ses habitants, accessibles après création d'une carte d'accès : à Châtillon-sur-Marne, Damery-Venteuil, Fèrebrianges, Mareuil-le-Port, Montmort-Lucy et Trélou-sur-Marne.

### Enseignement
Œuilly fait partie de l'académie de Reims.
En 2019, le regroupement pédagogique de Boursault-Œuilly-Vauciennes disparaît de la carte scolaire, entraînant la fermeture de l'école de la commune. Depuis, Œuilly dépend de l'école primaire de Mareuil-le-Port. Inaugurée en 2017, l'école de Mareuil-le-Port est installée rue du Professeur Nicaise et accueille 150 élèves de maternelle et d'élémentaire (chiffres 2024-2025).
Les jeunes d'Œuilly sont ensuite rattachés au collège Professeur-Nicaise de Mareuil-le-Port et au lycée Stéphane-Hessel d'Épernay.

### Santé
Œuilly accueille un établissement d'hébergement pour personnes âgées dépendantes (EHPAD) privé, la résidence Les Vignes, d'une capacité de 75 chambres simples et 4 chambres doubles.

### Postes et télécommunications
Deux boîtes aux lettres de La Poste se trouvent sur le territoire de la commune : rue de la Libération à Œuilly et rue de l'école à Montvoisin. Le bureau de poste le plus proche est situé à Port-à-Binson, à environ 3 km d'Œuilly.

### Justice, sécurité et secours
Du point de vue judiciaire, Œuilly relève du conseil de prud'hommes d'Épernay, du tribunal de commerce de Reims, du tribunal judiciaire, du tribunal paritaire des baux ruraux et du tribunal pour enfants de Châlons-en-Champagne, dans le ressort de la cour d'appel de Reims. Pour le contentieux administratif, la commune dépend du tribunal administratif de Châlons-en-Champagne et de la cour administrative d'appel de Nancy.
Œuilly est située en secteur Gendarmerie nationale et dépend de la brigade de Dormans.
En matière d'incendie et de secours, les centres d'incendie et de secours les plus proches sont ceux d'Épernay et Dormans, dépendant du Service départemental d'incendie et de secours (SDIS) de la Marne. La commune est rattachée au centre de première intervention de Saint-Martin-d'Ablois-Boursault, qui compte 17 sapeurs-pompiers volontaires intercommunaux suppléant les pompiers professionnels du SDIS.

## Population et société
Les habitants d'Œuilly sont les Houlots et les Houlottes.

### Démographie
L'évolution du nombre d'habitants est connue à travers les recensements de la population effectués dans la commune depuis 1793. Pour les communes de moins de 10 000 habitants, une enquête de recensement portant sur toute la population est réalisée tous les cinq ans, les populations de référence des années intermédiaires étant quant à elles estimées par interpolation ou extrapolation. Pour la commune, le premier recensement exhaustif entrant dans le cadre du nouveau dispositif a été réalisé en 2007.

En 2022, la commune comptait 595 habitants, en évolution de −6,3 % par rapport à 2016 (Marne : −1,19 %, France hors Mayotte : +2,11 %).
| 1793 | 1800 | 1806 | 1821 | 1831 | 1836 | 1841 | 1846 | 1851 |
| ---- | ---- | ---- | ---- | ---- | ---- | ---- | ---- | ---- |
| 423  | 432  | 431  | 401  | 420  | 453  | 450  | 481  | 497  |

| 1856 | 1861 | 1866 | 1872 | 1876 | 1881 | 1886 | 1891 | 1896 |
| ---- | ---- | ---- | ---- | ---- | ---- | ---- | ---- | ---- |
| 460  | 497  | 437  | 454  | 450  | 427  | 465  | 438  | 394  |

| 1901 | 1906 | 1911 | 1921 | 1926 | 1931 | 1936 | 1946 | 1954 |
| ---- | ---- | ---- | ---- | ---- | ---- | ---- | ---- | ---- |
| 369  | 358  | 346  | 368  | 346  | 328  | 310  | 279  | 363  |

| 1962 | 1968 | 1975 | 1982 | 1990 | 1999 | 2006 | 2007 | 2012 |
| ---- | ---- | ---- | ---- | ---- | ---- | ---- | ---- | ---- |
| 353  | 366  | 418  | 475  | 583  | 581  | 632  | 639  | 613  |

| 2017 | 2022 | - | - | - | - | - | - | - |
| ---- | ---- | - | - | - | - | - | - | - |
| 648  | 595  | - | - | - | - | - | - | - |

### Cultes
Pour le culte catholique, Œuilly dépend de la paroisse Saint-Sébastien - Rives de Marne, au sein du diocèse de Châlons-en-Champagne.

### Médias
La presse écrite régionale comprend le quotidien L'Union et l'hebdomadaire L'Hebdo du vendredi.
Parmi les stations de radio locales, il est possible de citer Ici Champagne-Ardenne et Champagne FM.

## Économie

### Revenus de la population et fiscalité
En 2021, la commune compte 224 ménages fiscaux, regroupant 485 personnes.
Le revenu disponible par unité de consommation est alors de 26 220 €, supérieur à celui de la communauté de communes des Paysages de la Champagne (24 050 €), du département de la Marne (22 830 €) et de la France métropolitaine (23 080 €).
Pour des raisons de secret statistique, le taux de pauvreté à Œuilly n'est pas communiqué par l'Insee.

### Emploi
Œuilly appartient à la zone d'emploi d'Épernay.
En 2022, le taux d'activité des 15-64 ans est de 79,8 %, similaire à celui de la communauté de communes (80,3 %) et supérieur à celui du département (74,6 %) et de la France métropolitaine (75,3 %) Pour cette même catégorie de population, le taux de chômage est de 4,2 % contre 7,5 % pour la communauté de communes, 11,8 % pour la Marne et 11,3 % pour la France métropolitaine.
En 2022, Œuilly compte 206 emplois, dont 75 % de salariés et 25 % de non-salariés. Avec 262 actifs y résidant, la commune a alors un indicateur de concentration d'emploi de 78,8. Dans les faits, 23,7 % des actifs résidant à Œuilly y travaillent tandis que 76,3 % travaillent dans une autre commune.

### Entreprises, commerces et agriculture
En 2022, la commune compte 29 établissements économiquement actifs (hors agriculture).
En 2020, Œuilly compte 79 exploitations agricoles, pour une surface agricole utilisée de 236 hectares et 97 emplois à temps plein. Selon l'Agreste, la production agricole de la commune est spécialisée dans la viticulture. Plusieurs maisons de Champagne y sont implantées, dont le Champagne Tarlant. Œuilly fait en effet partie des appellations d'origine contrôlée « champagne » et « coteaux-champenois ».
Les rares exploitations agricoles hors viticulture (3 en 2016) sont consacrées dédiées à la culture céréalière et accessoirement à l'élevage,.

## Culture locale et patrimoine

### Lieux et monuments

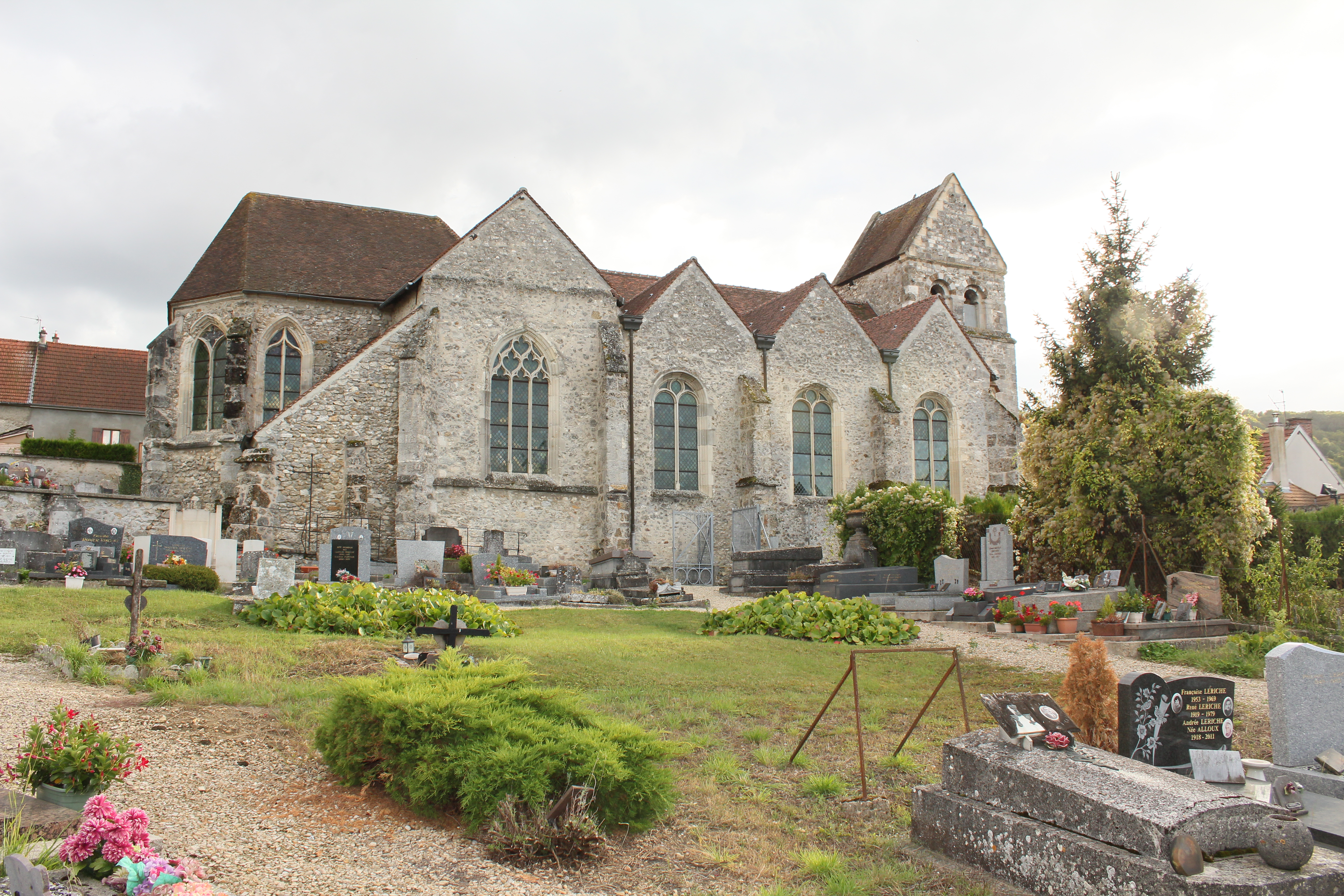
L'église Saint-Memmie.

L'église Saint-Memmie construite du XIIe au XVe siècle, est classée monument historique le 14 avril 1923. Elle conserve des éléments architecturaux d’époque romane et a subi plusieurs restaurations au fil des siècles.
Écomusée et patrimoine rural : Œuilly est connu pour son engagement dans la mise en valeur du patrimoine rural champenois. Plusieurs lieux reconstituent la vie villageoise du XIXe et du début du XXe siècle :
- Une maison champenoise meublée d’époque.
- Une ancienne école communale de 1900, avec ses pupitres, encriers et cartes murales.
- Un lavoir traditionnel.
- Un musée de la distillation, retraçant les savoir-faire liés à la production d’alcool à partir de fruits locaux.

Ces espaces font partie d’un parcours muséographique animé par La maison Champenoise, association locale.
Le plan local d'urbanisme liste également parmi le patrimoine architectural de la commune :
- un calvaire situé rue Jean Jaurès[74] ;
- une halle, située rue de la Libération[74] ;
- le monument aux morts[74], un pilier quadrangulaire décoré d'une ancre, d'un drapeau et d'une palme, commémorant les deux guerres mondiales et situé rue Jean Jaurès[76] ;
- la tombe des cinq aviateurs anglais tués le 3 mai 1944[74].

### Héraldique
| Blason de Œuilly | Blason  | D'azur à trois aigrettes d'argent becquées et membrées de sable. |
| Blason de Œuilly | Détails | Blason adopté par le conseil municipal.                          |